# Parafia św. Bartłomieja Apostoła w Korytnicy Łaskarzewskiej
Parafia Świętego Bartłomieja Apostoła w Korytnicy Łaskarzewskiej – parafia rzymskokatolicka w Korytnicy.
Erygowana w 1326 roku. Obecny kościół parafialny jest murowany, zbudowany w latach 1919–1926.
Proboszczem parafii jest ks. Zbigniew Grzymała.

## Zasięg parafii
Do parafii należą wierni z miejscowości: Korytnica, Babice, Damianów, Dudki, Elżbietów, Grabniak, Kaleń Drugi, Kąty, Kozice, Kurzelaty, Majdan, Mroków, Niwa Babicka, Ruda, Skruda, Trojanów, Wola Korycka Dolna, Wola Korycka Górna, Żabianka.

## Remont kościoła
Remont zabytkowego kościoła pw. św. Bartłomieja Apostoła oraz budynku parafialnego w Korytnicy Łaskarzewskiej, to dwie inwestycje, które otrzymały w 2017 roku ponad 3,3 mln zł dofinansowania ze środków unijnych. Decyzję o wsparciu projektu ze środków RPO podjął Zarząd Województwa Mazowieckiego. Umowę w tej sprawie podpisali wicemarszałek Janina Ewa Orzełowska i ks. Zbigniew Grzymała, proboszcz parafii św. Bartłomieja Apostoła. Wygląd kościoła został przywrócony do stanu historycznego, a w budynku parafialnym, czyli tzw. organistówce, powstało w 2018 roku Muzeum Ziemi Trojanowskiej.